# Teufelskeller (Baden AG)

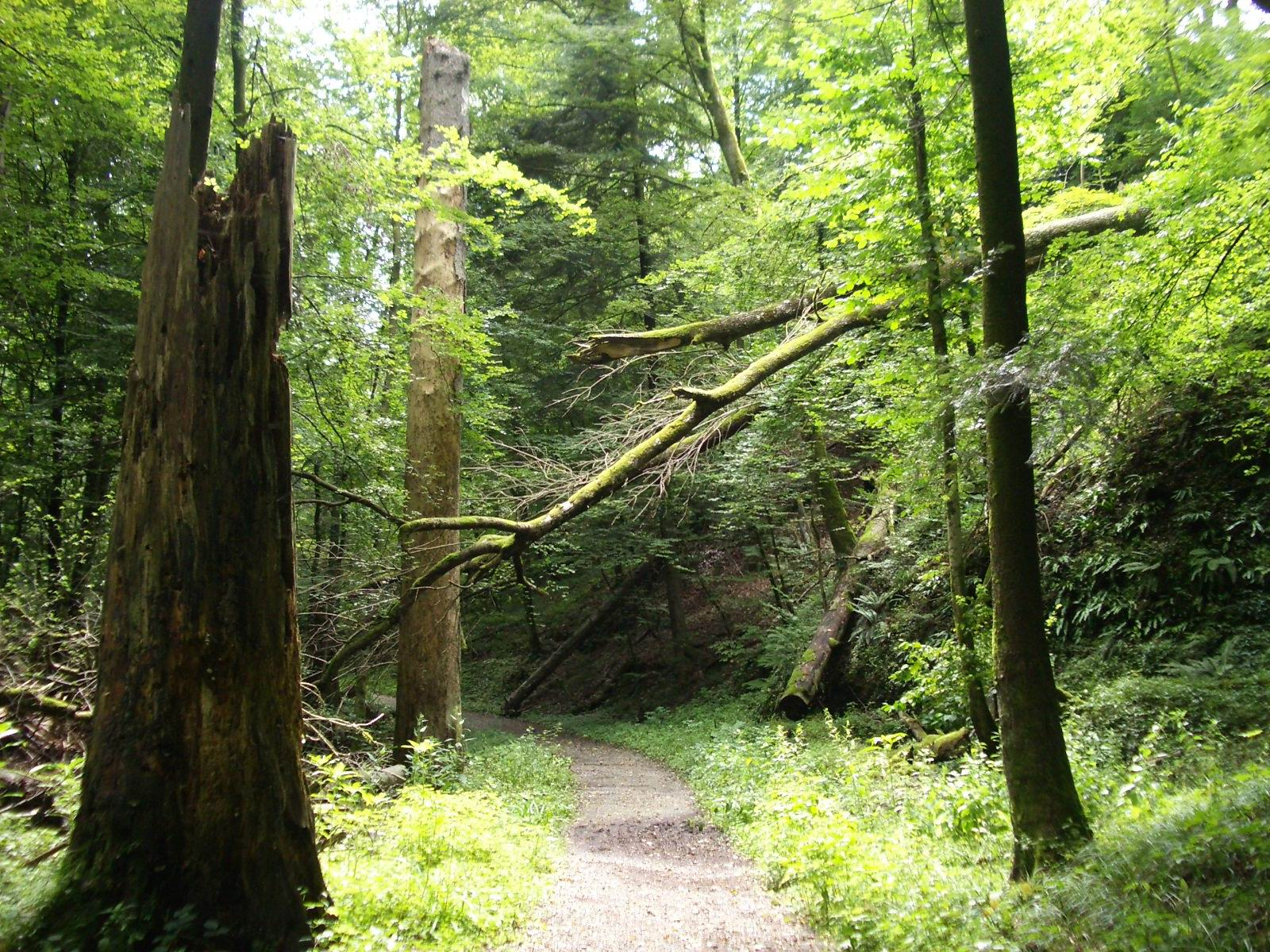
Naturwald Reservat Teufelskeller

Der Teufelskeller (schweizerdeutsch: Tüfelschäller) ist ein prähistorisches Erdrutschgebiet bei Baden in der Schweiz, das vor rund 100'000 Jahren durch eine Sackung entstanden ist. Diese hinterliess dabei am Osthang von Chrüzliberg und Baregg, den nördlichsten Ausläufern der Heitersberg-Hügelkette, ein vielfältiges System von Felstürmen und Höhlen.

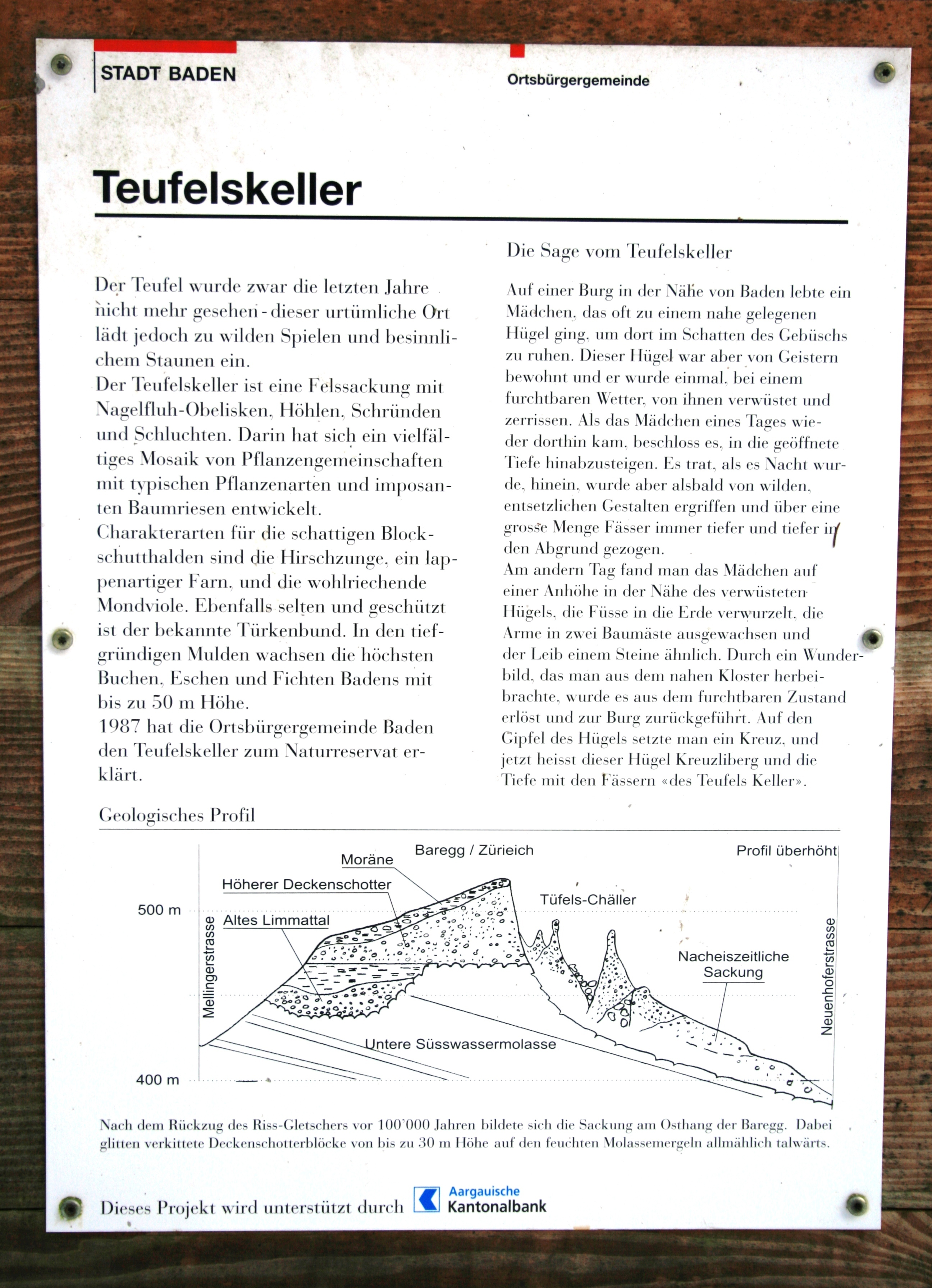
Sage um den Teufelskeller

## Name
Der Name soll auf die Sage vom «Chrüzliberg» (auch Kreuzliberg) zurückgehen, einer Burgstelle, die sich oberhalb des Teufelskellers auf 514 m Höhe befindet. Die Königstochter der ehemaligen Burg ging jeweils auf einen Hügel in der Nähe. In diesem wohnten Geister, die den Hügel bei einem furchtbaren Wetter  verwüstet und zerrissen haben. Als die Königstochter sich das anschauen wollte und in die Tiefe hinabstieg, soll sie dort von den Geistern versteinert worden sein. Durch ein Wunderbild, das man aus dem nahen Kloster herbeibrachte, wurde sie aus diesem Zustand wieder erlöst und zur Burg zurückgeführt. Auf den Gipfel des Bergs setzte man daraufhin ein Kreuz. Noch heute heisst dieser Chrüzliberg, während die Tiefe als Teufelskeller bezeichnet wird. Die Sage deutet wohl darauf hin, wie sich die Leute früher den Felsrutsch erklärt haben.

## Entstehung
Die Hügelkette besteht zum grössten Teil aus Gesteinen der Unteren Süsswassermolasse, also Sedimenten aus Mergel und Sandstein, die in Teilen von fest verbackenen Schottern überdeckt sind (Deckenschotter). Während der Risseiszeit bedeckte der Linthgletscher das gesamte Limmattal. Beim Rückzug des Gletschers vor rund 100'000 Jahren verlor der steile Osthang zwischen Baregg und Chrüzliberg seinen Halt und die hier bis zu 50 m mächtige Deckenschotterschicht rutschte auf den weichen Mergeln der Molasse allmählich ab, so dass die Deckschotterschicht in einzelne Schollen und Felstürme zerbrach. Durch das sanfte Abgleiten blieben die einzelnen Felsen jedoch in aufrechter Lage und bewegten sich nur gegeneinander, zumeist ohne umzufallen.
Zwar reichte der Gletscher während der Würmeiszeit vor 10'000 Jahren nur noch bis Killwangen (rund fünf Kilometer südöstlich), doch schnitt die Limmat in den Hang der Baregg hinein, wodurch es zu weiteren Rutschungen kam.

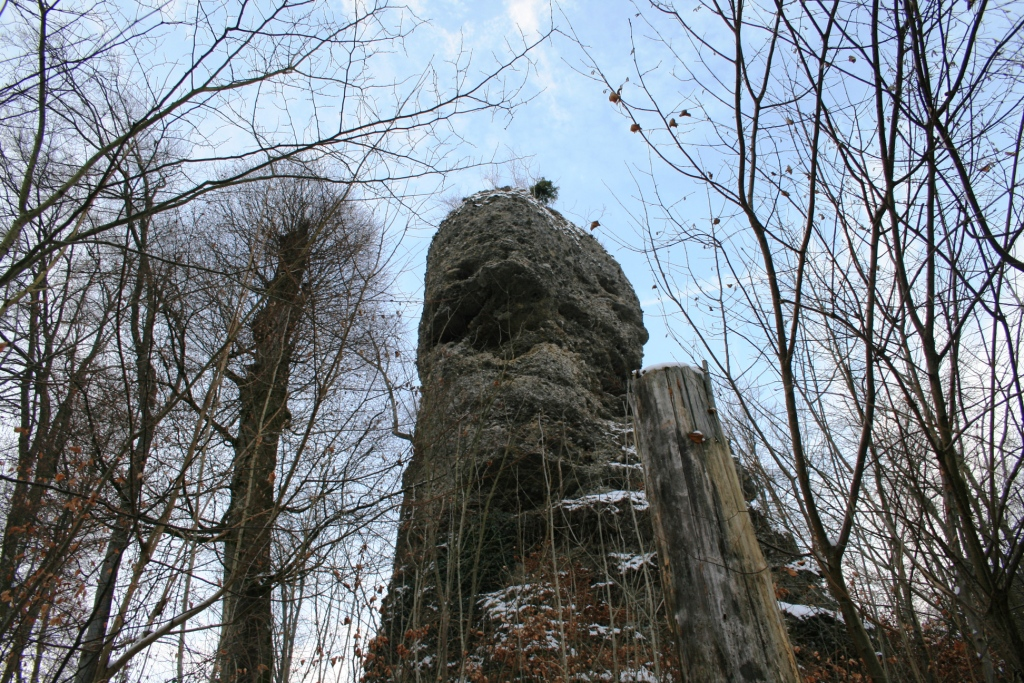
Felsturm im Teufelskeller

Zurück blieben mehrere mächtige Nagelfluh-Felstürme, die bis zu 20 Meter hoch über den Boden ragen. Durch die Sackung und die daraus folgenden Verwerfungen entstanden mehrere Höhlen. Die Teufelskellerhöhle gehört mit einer Länge von 43,7 Metern zu den längsten Höhlen im Kanton Aargau. Weitere Höhlen sind die Teufelstischhöhle, das Tüfels-Chilenloch und das Tüfelsloch.

## Naturreservat
In den Mulden zwischen den Felstürmen und Höhlen wachsen bis zu 50 Meter hohe Buchen, Eschen und Fichten sowie Hirschzungenfarn, Mondviole und Türkenbund.
Die Ortsbürgergemeinde Baden, der der Wald gehört, verzichtet seit 1987 in einem 70 Hektar grossen Waldgebiet rund um den Teufelskeller auf jegliche forstwirtschaftliche Nutzung. Das Gebiet wurde 1999 offiziell zum Naturwaldreservat erklärt. Etwa 50 bis 80 Meter unter der Erdoberfläche verläuft am Rande des Gebiets der Bareggtunnel der Autobahn A1.